# 현충로역
현충로역(Hyeonchungno station, 顯忠路驛)은 대한민국 대구광역시 남구 대명동에 있는 대구 도시철도 1호선의 전철역이다.

## 역사
- 1997년 11월 26일 : 대구 도시철도 1호선 진천역~중앙로역 구간 개통과 함께 영업 개시
- 2017년 4월 9일 : 스크린도어 설치

## 특징
앞산 네거리에 역이 있다. 이 역의 1번 출구로 나가면 TBN 대구교통방송이 나오고, 이 역에 내리면 앞산공원이나 대명동 방면으로 가는 시내버스로 환승할 수 있다. 앞산네거리에 있고, 시내버스도 많이 운행되고 있으나, 이용 빈도는 적은 편이다. 이 역의 1번 출구로 나가서 우회전 하여 현충로를 따라가면 대구 도시철도 3호선 남산역이 나온다.

## 역명의 유래
인근에 있는 도로명인 현충로에서 유래하였다.

## 역 구조
2면 2선의 상대식 승강장을 갖춘 지하역이며, 승강장 벽면 색상은 노란색이다. 스크린도어가 설치되어 있다. 출구는 4개다.

### 승강장
| 안지랑 ↑   |
| \| 상      |
| ↓ 영대병원 |

| 상행 | ● 대구 도시철도 1호선 | 서부정류장·상인·설화명곡 방면 |
| 하행 | ● 대구 도시철도 1호선 | 반월당·중앙로·안심·하양 방면  |

- 승강장 번호는 없다.
- 이 역은 반대방향으로 횡단이 불가능한 역이다.

## 역 주변
| 나가는 곳 | 방면 |
| --------- | --- |
| 1         | 한국교통방송 대구본부 무궁화어린이집 남부시장 IM뱅크 대덕지점 농협 대구경북양계농협 대경지점                                        |
| 2         | 대명9동 행정복지센터 충혼탑 서대명지구대 대명9동동네체육시설 대구 YWCA 요한바오로2세 어린이집 남구선거관리위원회 남구드림스타트센터 |
| 3         | 광덕시장 대명9동동네체육시설 대구제대군인지원센터 대덕노인복지회관 해바라기유치원 사회복지법인 동학어린이집 대명부설 새싹어린이집   |
| 4         | 대구지방보훈청 남부경찰서 대명5동치안센터 대구지방세무사회 사회복지법인 보물섬어린이집                                              |

## 승차량 변동
| 노선  | 승차 인원 | 승차 인원 | 승차 인원 | 승차 인원 | 승차 인원 | 승차 인원 | 승차 인원 | 승차 인원 | 승차 인원 | 승차 인원 | 주석  |
| 노선  | 1997년    | 1998년    | 1999년    | 2000년    | 2001년    | 2002년    | 2003년    | 2004년    | 2005년    | 2006년    | 주석  |
| ----- | --------- | --------- | --------- | --------- | --------- | --------- | --------- | --------- | --------- | --------- | ----- |
| 1호선 | 2,303     | 2,795     | 2,955     | 미공개    | 2,851     | 3,065     | 1,658     | 2,830     | 2,951     | 3,629     | [ 1 ] |
| 노선  | 2007년    | 2008년    | 2009년    | 2010년    | 2011년    | 2012년    | 2013년    | 2014년    | 2015년    | 2016년    |       |
| 1호선 | 3,493     | 3,491     | 3,379     | 3,328     | 3,492     | 3,583     | 3,708     | 3,683     | 3,613     | 3,880     | [ 1 ] |
| 노선  | 2017년    | 2018년    | 2019년    | 2020년    |           |           |           |           |           |           |       |
| 1호선 |           |           |           |           |           |           |           |           |           |           |       |

## 인접한 역
| 대구 도시철도 1호선      | 대구 도시철도 1호선   | 대구 도시철도 1호선    |
| ------------------------ | --------------------- | ---------------------- |
| 125 안지랑 설화명곡 방면 | ● 대구 도시철도 1호선 | 127 영대병원 하양 방면 |